# Großer Glattrochen
Der Große Glattrochen (Dipturus intermedius) ist eine Rochenart, die im nordöstlichen Atlantik von Island bis in die nördliche Nordsee vorkommt und vom Aussterben bedroht ist.

## Merkmale
Dipturus intermedius erreicht eine Maximallänge von etwa 2,30 Metern und ist damit einer der größten, möglicherweise der größte, Vertreter der Echten Rochen (Rajidae). Es gibt auch historische Berichte über Weibchen, die eine Länge von 2,85 Meter erreichten. Die Rückenseite der Tiere ist dunkel olivgrün und mit einigen hellen Flecken gemustert. Bei älteren Exemplaren ist die Oberseite graubraun mit mehr oder weniger ausgeprägten hellen und runden Augenflecken, hellen Flecken und gewundenen Streifen bei den meisten Exemplaren. Die Bauchseite ist bei Jungtieren dunkel, hellt mit dem Wachstum zunehmend auf und ist bei großen ausgewachsenen Fischen grauweiß. Die Sinnesporen auf beiden Körperseiten sind dunkel. Die Iris ist dunkel olivgrün, während die Iris des sehr ähnlichen Glattrochens (Dipturus batis) hellgelb ist.
Die Körperscheibe ist rhombenförmig und breiter als lang. Die äußeren Ränder sind konkav, so dass eine gedachte Linie von der Schnauzenspitze zu den äußeren Enden der Brustflossen die Flossenränder nicht berührt. Das Rostrum ist lang und zugespitzt, wird jedoch mit im Lauf des Älterwerdens im Verhältnis zum Körper kürzer. Der Abstand von den Augen zur Spitze des Rostrums ist normalerweise 3,2 Mal so lang wie der Abstand zwischen den Augen aber immer weniger als 5,5 Mal so lang. Der Schwanz ist kräftig und verjüngt sich zur Spitze hin zusehends. Auf dem Schwanz befinden sich zwei kleine Rückenflossen, die durch eine breite Lücke voneinander getrennt sind. Beide Seiten der Körperscheibe sind bei Jungtieren glatt. Bei älteren Exemplaren werden der Kopf und die Ränder der Brustflossen zunehmend rauer und stachliger. Die Mitte der Brustflossen bleibt aber mit Ausnahme sehr großer Männchen glatt. Sehr kleine Jungrochen haben Dornen in der Nähe der Augen, größere Exemplare eine Dornenreihe (12 – 18 Dornen) auf dem Schwanz, vor der ersten Rückenflosse, und ein bis drei Dornen zwischen den Rückenflossen. Ältere Männchen besitzen Dornen vor den Brustflossenspitzen. Weitere, nach vorn gerichtete Dornen wachsen im Zuge des Älterwerdens entlang den unteren Kanten des Schwanzes. Die Zähne sind spitz mit einer breiten, rhombisch geformten Basis.

## Lebensweise
Der Große Glattrochen lebt auf Schlamm- und Sandböden, sowie auf Böden mit Geröll in Tiefen bis 1500 Metern, bevorzugt werden anscheinend Tiefen von etwa 200 Metern. Die Tiere ernähren sich von allerlei bodenbewohnenden wirbellosen Tieren und von bodenbewohnenden Fischen, wobei Fische bei größeren Exemplaren einen höheren Anteil an der Ernährung haben als bei kleineren. Die Rochen sind ovipar (eierlegend) und legen ihre rechteckigen, hornigen Eikapseln im Frühling bis frühen Sommer auf Sand oder Schlamm ab. Sie sind etwa 25 cm lang und 15 cm breit. Die Jungrochen sind beim Schlupf, der mehrere Monate bis einem Jahr nach der Eiablage erfolgt, 21 bis 29 cm lang. Sie haben beim Eintritt der Geschlechtsreife meist eine Länge von 1,85 bis 2,00 m.
Der Große Glattrochen wird als Beifang in der Grundfischerei gefangen und gilt als vom Aussterben bedroht.

## Taxonomie
Die Rochenart wurde im Jahr 1837 durch Richard Parnell unter der Bezeichnung Raia intermedia erstmals wissenschaftlich beschrieben. Später wurde sie mit dem Glattrochen (Dipturus batis) synonymisiert. Im Jahr 2016 wurde die Art mit der wissenschaftlichen Bezeichnung Dipturus intermedius revalidiert, nachdem Wissenschaftler 17 morphometrische Unterschiede zwischen den zwei Arten festgestellt hatten. Außerdem unterscheiden sich die Arten in Bezug auf ihre Größe, die Färbung, die Form des Maules und der Zähne und der Richtung der seitlichen Schwanzdornen.
Der Glattrochen und der Große Glattrochen kamen im größten Teil ihres Verbreitungsgebietes, das von der Barentssee und der Ostküste Grönlands über die Küste Norwegens und die nördliche Nordsee über die Atlantikküsten von Frankreich, Spanien und Portugal bis an die Küste des nordwestlichen Afrika, Madeira und ins Mittelmeer reichte, gemeinsam vor. Im Norden des Verbreitungsgebietes war der Große Glattrochen als größere Art häufiger, im Süden war es der kleiner bleibende Glattrochen. Heute ist der Große Glattrochen aus dem größten Teil des Verbreitungsgebietes durch Überfischung verschwunden und die übrig gebliebenen Bestände leben rund um Island, an der Küste Norwegens, rund um die Britischen Inseln, in der Keltischen See und in der nördlichen Nordsee.

## Belege
1. 1 2 3 4 5  David A. Ebert & Matthias F. W. Stehmann: Sharks, Batoids and Chimaeras of the North Atlantic. FAO Species Catalogue for Fishery Purposes No. 7, ISSN 1020-8682, Seite 319–321.
2. ↑  Wiley-Blackwell: Is 80-year-old mistake leading to first species to be fished to extinction? In: ScienceDaily. 19. November 2009, abgerufen am 24. November 2020 (englisch).
3. ↑  R. Parnell: An account of a new species of British bream, and a species of skate new to science; with a list of, and observations on, the fishes of the Frith of Forth and neighborhood. Proceedings of the Royal Society of Edinburgh, 1837, Band 1, S. 166–167, Pl. 2, (Digitalisat).
4. ↑  Samuel P. Iglésias, Lucile Toulhoat, Daniel Y. Sellos: Taxonomic confusion and market mislabelling of threatened skates: important consequences for their conservation status. Aquatic Conservation Marine and Freshwater Ecosystems Mai 2010, 20(3):319–333, DOI: 10.1002/aqc.1083
P. R. Last, S. S. Weigmann,L. Yang: Changes to the nomenclature of the skates (Chondrichthyes: Rajiformes). P. R. Last, G. K. Yearsley: Rays of the World: Supplementary information. CSIRO Australian National Fish Collection, 2016, S. 11–34.